# Euxoa rosacea
Euxoa rosacea là một loài bướm đêm trong họ Noctuidae.